# SN 2009je
SN 2009je – supernowa typu Ic odkryta 17 września 2009 roku w galaktyce UGC 3312. W momencie odkrycia miała maksymalną jasność 17,80m.